# Lemmus
Lemmus (Link, 1795) è un genere di roditori della famiglia dei Cricetidi comunemente noti come Lemming.

## Descrizione

### Dimensioni
Al genere Lemmus appartengono roditori di piccole dimensioni, con lunghezza della testa e del corpo tra 100 e 135 mm, la lunghezza della coda tra 18 e 26 mm e un peso fino a 112 g.

### Caratteristiche craniche e dentarie
Il cranio è robusto, largo e schiacciato dorsalmente, con una costrizione inter-orbitale notevole e i margini superiori delle orbite fusi tra loro in una cresta affilata. Le placche zigomatiche sono larghe e robuste. Le linee alveolari divergono posteriormente. Le bolle timpaniche sono grandi. Gli incisivi superiori talvolta hanno dei solchi longitudinali. La mandibola è ampia.
Sono caratterizzati dalla seguente formula dentaria:

### Aspetto
Il corpo è considerevolmente adattato alla vita nell'Artico. Il corpo è tozzo, i cuscinetti plantari sono rudimentali, le piante sono densamente ricoperte di peli. La pelliccia è lunga e densa. Il colore delle parti dorsali varia dal giallo-brunastro, rossastro o marrone fino ad un caratteristico mantello pezzato di giallo e nero, mentre le parti ventrali variano dal giallo al bianco o bruno-rossastro. Lemmus sibiricus muta completamente di bianco in inverno. Gli occhi e le orecchie sono piccole. Gli arti sono brevi. Gli artigli delle zampe anteriori sono prominenti, talvolta ispessiti come in Dicrostonyx. La coda è più corta del piede, è interamente pelosa e termina con un ciuffo di lunghi peli. Le femmine hanno quattro paia di mammelle.

## Distribuzione
Il genere è diffuso nelle regioni artiche, dalla Scandinavia fino alla Kamchatka e nell'America settentrionale dalle Isole Pribilof, attraverso l'Alaska ad est fino alla Terra di Baffin.

## Tassonomia
Il genere comprende 5 specie.
- Lemmus amurensis
- Lemmus lemmus
- Lemmus portenkoi
- Lemmus sibiricus
- Lemmus trimucronatus